# Primeurs de Massy
 (juillet 2023).
Les Primeurs de Massy est un festival de musique organisé chaque année en Essonne et consacré aux artistes émergents venant de sortir leur premier album,.

## Histoire
Le festival est fondé en 1998 par le directeur de la salle Paul B, Christian Maugein et le producteur Olivier Poubelle.
En 2015, le festival se décline à Castres.
En 2020, l'édition, d'abord reportée, est annulée à cause de la pandémie de Covid-19.
Le festival reprend dès l'année 2021 à Massy et à Castres.

## Programmation

### Années 1990

#### 1998
Paris Combo, Tryo, Magic Malik, Franck Monnet, Ignatus, Les Ogres de Barback
Cornu, Czerkinsky, De Rosa, Polo, Rafik, Régis Gizavo, Scott Taylor

#### 1999
Dionysos, Dit Terzi, France Cartigny, Jérôme Cotta, La Familia, La Ruda Salska, Le Garage Rigaud, Le Minimum, Les Belles Lurettes, Les Hurlements d'Léo, Pierre Bondu, Stéphane Blok, Superflu, The Jim Murple Memorial, Tue-Loup, Venus

### Années 2000

#### 2000
Amor Belhom Duo, Bell Œil, Burgess, Daniel Hélin, DJ Sircus Tribe, Java, Jorane, Juan Rozoff, Julien Jacob, Le Maximum Kouette, Marcio Faraco, Mickey 3D, Natacha Tertone, Nestor is Bianca, Pascal Parisot, Richard Bona, Seba, Tété, Vic Moan

#### 2001
Bumcello, Fania, François Audrain, La Grande Sophie, La Rue Kétanou, Lisa Barel, Luke, Melon Galia, Miro, Nathalia M King, Ol, Orly Chap, Patrice, Rezerv, Rit, Sanseverino, Sophie Meriem-Rockwell, Souad Massi, Thierry Stremler, Touré Touré

#### 2002
Alexis HK, Avril, Barsony, Camille, David Lafore, Diogal, Donzella, Fannytastic, Malia, Mamani Keita et Marc Minelli, Melvil Poupaud, Orchestre de la Lune, Oshen, Padam, Prohom, Roméo, Sandy Cossett, Toma Sidibe, Vincent Delerm

#### 2003
A.S Dragon, An Pierlé, Cali, Duoud, Elista, Fred, Jérémie Kisling, Julie Delpy, La Tropa, Le Sacre du Tympan, Loïc Lantoine, Mah-Jong, Maczde Carpate, Mina Agossi, Olivia Ruiz, Sébastien Martel, Taranta-Babu, Tétard, Thomas Winter et Bogue, Watcha Clan

#### 2004
Anis, Ba Cissoko, Daby Touré, Déportivo, Florent Marchet, General Electrics, Gérald Genty, Ghinzu, Hank Harry, Kamilya Jubran, Las Ondas Marteles, Magyd Cherfi, No Bluff Sound, Nosfell, Nujeli, Oaistar, Piers Faccini, Ridan, Sportès, Vibrion

#### 2005
Anaïs, Bertrand Belin, Brisa Roché, Da Silva, Dahlia, Daphné, Didier Super, Dimitri, Gomm, La Danse Du Chien, Mansfield. TYA, Marie-Jo Thério, Mon Coté Punk, Orly Chap, Pauline Croze, Pietra Montecorvino, Sébastien Schuller, Smooth, The Film, Vive La Fête

#### 2006
Adrienne Pauly, Arman Méliès, Babx, Beat Assailant, Boogers, Christophe Mali, David Walters, Desert Rebel, Emily Loizeau, Gabriel Ríos, HushPuppies, Lola Lafon & Leva, MAP, Mathis & The Mathematiks, Peter Von Poehl, Renan Luce, Rhesus, Simon Nwambeben, Troy Von Balthazar, Yasmin Levy

#### 2007
Yael Naim, Adanowsky, Aronas, Atomik, Chin Chin, Constance Amiot, Constance Verluca, Don Cavalli, Flox, Galaxie, Hey Hey My My, Imbert Imbert, Mellino, Montgomery, Moriarty, Ours, Rigolus, Ruth Tafebe and the Afrorockerz, Socalled, Stuck In The Sound, The Tellers

#### 2008
Poney Express, Bensé, Mokaiesh, Berry, Alister, Phoebe Killdeer
Adam Kesher, Babar Luck, Caravan Palace, David Neerman & Lansine Kouyaté, De Kift, F.M., Grace, Loane, Lonely Drifter Karen, Mélissa Laveaux, Nada Roots, Neil Cowley Trio, Tumi and the Volume, Victor Démé

#### 2009
Craig Walker, Hindi Zahra, Jil Is Lucky, Jim Yamouridis, Lexicon, Mélanie Pain, Naive New Beaters, Ndidi O, Nevchehirlian, Okou, Pascale Picard, Push Up, Revolver, Sammy Decoster, Sandra Nkaké, Skip the Use, Sophie Hunger, Speed Caravan, The Craftmen Club, William Vivanco

### Années 2010

#### 2010
Kyrie Kristmanson, Sam Karpienia, Camélia Jordana, PacoVolume, Asaf Avidan & the Mojos, Chapelier Fou, Jaqee, Gush, Curry & Coco, Fortune, Alina Orlova, Féloche, Zaz, Sly Johnson, Sara Schiralli, Madjo, Lilly Wood and the Prick, Jesse Dee, Ben l’Oncle Soul, Maharadjah Pee Wee Jones

#### 2011[1]
Ablaye Thiossane, Frànçois and The Atlas Mountains, Imany, L, Melissmell, Arlt, Bombino, FM Laeti, Lail Arad, Brigitte, Moss, Nasser, Ornette, Rococo, The Shoes, James Vincent McMorrow, Le Prince Miiaou, Nadéah, Slow Joe and the Ginger Accident, True Live

#### 2013[9]
Anouk Aïata, Mesparrow, Riff Cohen, Heymoonshaker, Bombay Show Pig, Family Atlantica, Yasmine Hamdan, Kadebostany, Robi, BRNS, Dom La Nena, Rivière noire, Akua Naru, Scarecrow, Deluxe, Dead Hippies, Juveniles, St.Lô, JC Satàn, Birth of Joy

#### 2014
Gaspard Royant, We Were Evergreen (en), Faada Freddy, Murkage, Bosco Delrey
Talisco, Thomas Azier, ALB, Kid Francescoli, Chill Bump
Lolomis, Harleighblu, Supersonic, Orchestre Tout Puissant Marcel Duchamp, Ester Rada, Mark Berube, Natas Loves You, Sarh, Sarah W Papsun, Playing Carver

#### 2015
Anna Chedid, Feu! Chatterton, Jeanne Added, Kid Wise, We Are Match, Forever Pavot...

#### 2016
Adrien Soleiman, Radio Elvis, Nicolas Michaux, Rocky, Papooz, Grand Blanc, Las Aves
Sages Comme Des Sauvages, Baptiste W. Hamon, Pixvae, The Dizzy Brains...

#### 2017[6]
Joon Moon, Juliette Armanet, The Bongo Hop, Onefoot, Last Train, Foreign Diplomats, Bessa, The Pirouettes, DBFC, William Z. Villain, Lysistrata, Fishbach, Sahra Halgan, Tim Dup, Findlay (musician) (en), Malik Djoudi, Valparaíso, Grise Cornac
+ Carte blanche à Sébastien Martel et Emily Loizeau

#### 2019
Suzane, Roni Alter, Lucie Antunes, Pépite, Voyou, MNNQNS, Malade[s], Boucan...